# Хлытчиев, Сергей Григорьевич

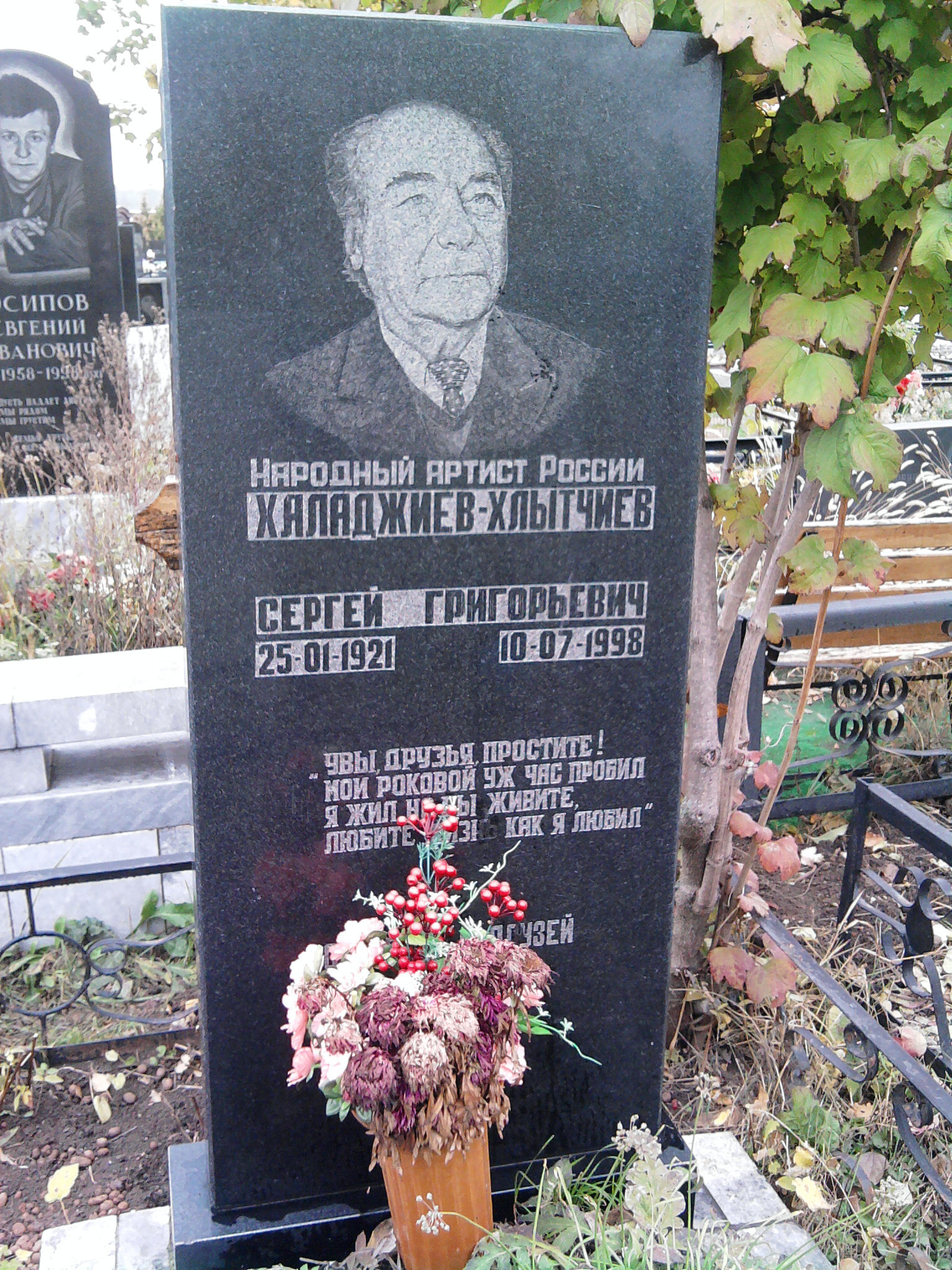
Памятник на могиле народного артиста России Халаджиева - Хлытчиева Сергея Григорьевича на Северном кладбище Ростова-на-Дону.

Сергей Григорьевич (Георгиевич) Хлытчиев (Халаджиев) (1921 — 1998) — советский и российский актёр театра и педагог; заслуженный (1956) и народный (1982) артист РСФСР, лауреат премии Литовской ССР.

## Биография

Памятная доска в Ростове-на-Дону

Родился 25 января 1921 года в Таганроге. 
В 1941 году окончил Ростовское театральное училище (актерскому мастерству учился у Ю. А. Завадского и А. М. Матвеева, народного артиста УССР). 
Начал работать в Таганрогском городском драматическом театре в 1942 году. Затем недолго — в Ростовском театре комедии. С начавшейся войной переехал на восток страны, работал в городе Артёме (Приморский край, в Театре угольщиков) и Барануле (в Алтайском краевом драматическом театре).
Потом работал в Прибалтике — в Клайпеде и Вильнюсе. С 1961 года работал в Омском драматическом театре, где в числе его ролей были: Черкун («Варвары» А. М. Горького), Суслов («Дачники» А. М. Горького), Адуев («Обыкновенная история»  по роману  И. Гончарова), В. И. Ленин и С. Орджоникидзе («Директор» по роману Ю. Нагибина). В Омске проработал по 1969 год — выступал на телевидении и радио, оказывал помощь народным театрам и художественной самодеятельности, был председателем правления Омского отделения ВТО.
Затем уехал на родину — в Ростов-на-Дону; работал на сцене Ростовского театра драмы имени Горького, преподавал актерское мастерство в Ростовском училище искусств (ныне Ростовский колледж искусств), руководил народными театрами ДК «Энергетик» и Дома офицеров, был членом правления Ростовской организации Союза театральных деятелей.
Умер в 1998 году.
На доме в Ростове-на-Дону, где жил Хлытчиев, ему установлена памятная доска.